# موسى قطاوي
إبراهيم قطاوي (1850-1924) رجل أعمال مصري يهودي من أثرياء يهود مصر، وأحد أفراد عائلة قطاوي، وكان رئيس الطائفة
اليهودية.
تمكن قطاوي ذو الثقافة الفرنسية من الارتباط بصداقة عميقة مع الملك فؤاد وكانت زوجته أليس سوارس الوصيفة الأولي للملكة نازلي وهي الوظيفة التي سبقتها إليها 'فالنتينا رولو' التي كانت أول امرأة يهودية تحصل علي أعلي نيشان مصري
أسس خط سكة حديد أسوان وشرق الدلتا وشركة ترام وسط الدلتا وكان عضوا في الجمعية التشريعية وفي عام 1925 عين وزيرا للمالية واستقال لأنه أرسل برقية تهنئة بالعيد إلى سعد زغلول فغضب الملك.
وكان مجلس طائفة السفارديم تحت رئاسة يوسف قطاوى يتخذ موقفا مضادا للصهيونية وكان عضوا في اللجنة التي كتبت دستور 1923، وطالب ابنه رينيه الذي تولى رئاسة الطائفة بالاندماج في المجتمع المصري. وكان عدد كبير من اليهود ضمن الوفد المصري في مباحثات إلغاء الامتيازات الأجنبية منهم المحامى زكي عريبي الذي عينه عبد الناصر في لجنة وضع الدستور.